# Alla rivoluzione sulla due cavalli
Alla rivoluzione sulla due cavalli (conocida para su distribución en castellano como A la revolución en un dos caballos y A la revolución sobre dos caballos) es una película italiana, dirigida por Maurizio Sciarra, y estrenada en el año 2001.

## Argumento
Es al amanecer del 25 de abril de 1974 cuando Víctor (Andoni Gracia), un chico portugués, y su amigo Marco (Adriano Giannini), un estudiante italiano, salen de París en un mítico Citroën 2CV amarillo. Su destino es Lisboa, que esa misma noche ha sido liberada de la dictadura. El sueño de tomar parte de la Revolución de los Claveles, un acontecimiento histórico único en la vida, unido al deseo de hacer otro viaje juntos y su curiosidad por conocer nuevos lugares y nuevas gentes impulsan a los dos jóvenes hacia esa nueva aventura. Pero la aventura no sería completa sin Claire (Gwenaëlle Simon), que era la novia de Víctor cuando eran estudiantes en París. Claire tiene ganas de tomarse unas vacaciones lejos de la vida cotidiana con su marido e hijo, sobre todo si se va a reencontrar, aunque sea por poco tiempo, el trío que un día compartió experiencias inolvidables.